# Каменка (река, остров Беринга)
Каменка — река в России на острове Беринга, крупнейшем острове в составе Командорских островов. Длина Каменки — 27 км. Впадает в Тихий океан.
По долине реки Каменка хорошо просматриваются смещения разлома — в результате тектонических процессов движения плит единый блок острова Беринга в четвертичном периоде оказался расколот на несколько частей, которые продолжают смещаться.

## Данные водного реестра
По данным государственного водного реестра России относится к Анадыро-Колымскому бассейновому округу. Речной бассейн — бассейны рек Берингова моря (южнее Анадыря). Водохозяйственный участок — Острова Берингова моря в пределах внутренних морских вод и территориального моря РФ.
Код водного объекта 19070010012120000056199.